# Syrian Electronic Army
Syrian Electronic Army (în română Armata Electronică Siriană), cunoscută și ca Syrian Electronic Soldiers, este un grup de hackeri cibernetici pro-guvernamentali, aliați cu președintele Sirian Bashar al-Assad. Folosind atacuri asupra serverelor, deteriorare, și alte metode, ei se orientează în special asupra grupurilor politice de opoziție și site-uri occidentale, inclusiv  agenții de știri și organizațiile pentru apărarea drepturilor omului. Armata Electronică Siriană(SEA) este prima armată publică, virtuală din lumea arabă ce lansează deschis atacuri cibernetice asupra oponenților săi, deși natura exactă a relației sale cu guvernul sirian este subiect al dezbătuterilor încă.

## Atacuri
SEA pretinde responsabilitatea pentru spargerea sau compromiterea a sute de site-uri pe care le consideră că au răspândit știri ostile guvernului sirian. Aceasta include site-urile unor agenții de știri ca BBC News, Associated Press, National Public Radio, Al Jazeera, Financial Times, The Daily Telegraph, The Washington Post, difuzorul sirian prin satelite Orient TV, și postul TV bazat în Dubai al-Arabia TV, precum și organizațiile pentru drepturile omului, cum ar fi Human Rights Watch. Alte ținte ale SEA includ aplicații VoIP, ca Viber, și Tango.

De asemenea, ei postează mesaje pro-guvernamentale pe Facebook, și lansează campanii de spam pentru a răspândi mesajele sale. Paginile de facebook ale președintelui american Barack Obama și ale fostului președinte framcez Nicolas Sarkozy, sunt printre cele care au fost vizate de campanii de spam.

Un atac asupra agenției de știri Associated Press, prin tweet-urile cărora în mod fals au afirmat că Casa Albă a fost bombardată și președintele Barack Obama e rănit, a dus spre pierderi de 136,5 miliarde de dolari la S&P 500 index pe 23 aprilie 2013.

### Cronologia atacurilor notabile
- 23 aprilie 2013: SEA deturnat contul de Twitter al Associated Press și a afirmat în mod fals că Casa Albă a fost bombardată și președintele Barack Obama e rănit.
- Mai 2013: Contul de Twitter al The Onion a fost compromis de SEA, prin phishing asupra conturilor Google Apps ale angajaților The Onion.[13]
- Mai 2013: Contul de Twitter al ITV News London a fost spart pe 24 mai 2013 de către SEA. Aplicațiile de Android ale British Broadcaster Sky News de asemenea, au fost sparte la 26 mai 2013 în Google Play Store.
- 17 iulie 2013, Serverele Truecaller ar fi fost sparte de către Armata Electronică Siriană.[14] Grupul a afirmat pe contul de Twitter că ar fi recuperat 459 Gb din bazele de date, în primul rând datorită unei versiuni mai vechi de Wordpress instalată pe servere. Ulterior hackerii au lansat printr-un alt tweet, pretinsul ID-host al bazei de date, numele de utilizator și parola ale lui TrueCaller.[15] Pe 18 iulie 2013, Truecaller a publicat o postare pe blog-ul său declarând că serverele lor au fost într-adevăr sparte, dar susținând că atacul nu a dezvăluit parolele sau informații despre carduri de credit.[16]
- 23 iulie 2013: servere Viber de asemenea au fost sparte de SEA. Site-ul de suport Viber a fost înlocuit cu un mesaj și o presupusă captură de ecran a datelor care au fost obținute în timpul intruziunii.[17][18][19]
- 15 august 2013: Serviciul de publicitate Outbrain a fost spart de SEA printr-un atac spearphishing. Acest lucru le-a permis să plaseze redirecționări spre site-urile The Washington Post, Time, și CNN.[20]